# Filip Spanheimski
Filip Spanheimski (tudi: Philipp von Sponheim in Filip Koroški; † 22. julij 1279 v Krems an der Donau) je bil  izvoljeni  nadškof) v Salzburgu med leti (1247–1257), Patriarh   v Ogleju (1269–1271), grof Lebenauski (1254–1279) in nominalni  Vojvoda  na Koroškem. Z njegovo smrtjo je izumrla glavna veja pemiškega rodu Spanheimov.

## Življenje in delo
Filip je bil mlajši sin vojvode Bernarda II. Koroškega († 1256) in njegove žene Judite, hčere Otokarja I. Přemysla in sestre češkega kralja Vaclava I..
Že leta 1240 je bil prošt v Višegradu in kancler na Češkem pri stricu Venčeslavu I.; leta 1247 je bil izvoljen v nadškofa salzburškega ( electus ), vendar se ni mogel posvetiti tej funkciji, da ne bi oviral podedovanega  Vojvodstva na Koroškem. Vojaško je bil uspešen: leta 1250 je zasedel Štajersko dolino Enna z zmago v Lungavu (1247/52). Leta 1252 je skupaj z očetom pri  Greifenburgu porazil Majnharda III. Goriškega in Alberta III. iz Tirolske, in pridobil pomembne posesti na Gornjem Koroškem.
S pogodbama iz Erhartinga iz let 1254 in 1275 so bili rešeni ozemeljski konflikti med bavarskimi vojvodi in Salzburškim nadškofom na področju Wald an der Alz in glede grofije Lebenau. Do tega je prišlo zaradi izumrtja stranske veje Spanheimov leta 1229, nakar je grofijo takratni nadškof kupil od bavarskih vojvod. S pogodbo iz leta 1254 je Filip poskušal ponovno pridobiti izgubljeno posest Spanheimske rodbine.
Leta 1257 ga je Salzburški kapitelj razrešil funkcije in izgnal, vendar se je obdržal v vojni zoper njegovega naslednika Ulrika s pomočjo svojega brata Ulrika III..  Leta 1260 je podprl svojega bratranca češkega kralja Otokarja II. v bitki pri Kressenbrunnu (sedanji Groißenbrunn) proti ogrskem kralju Béli IV.. 
Leta 1267 se je Filip moral dokončno odpovedati naslovu salzburškega nadškofa. Leta 1269 je bil izvoljen za Oglejskega patriarha, a ni nikoli prejel papeške potrditve.  Oktobra 1269 je umrl njegov brat Ulrika III., ki je v tajnem dogovoru na gradu Podiebrad leta 1268 Vojvodino Koroško zapustil češkemu kralju  Otokarju II. s podporo Güssinških grofov,. Otokar je Filipa izgnal iz Koroške in njegovih posesti. Filip se je v letih 1270/71 prizadeval pridobiti Koroško a je bil izgnan tudi iz Furlanije. Leta 1272 se je Filip moral sprijazniti s porazom. Ponovno je poskušal pridobiti naslov grofa Lebenauskega. Novi kralj Nemčije  Rudolf I. Filipa nominalno imenoval za vojvodo na Koroškem, Kranjskem Slovenski marki, vendar dejansko do tega ni prišlo.  Otokar ni imel namena da te Filipove in Rudolfove zahteve prizna vse do njegovega dokončnega poraza leta 1278 na bojnem polju v bitki na Moravskem polju.  Filip je vse do svoje smrti moral ostati v Vojvodini Avstriji in se ni nikoli več vrnil na Koroško. 

## Bolezen in propadanje
Leto dni po porazu in smrti kralja Otokarja II. je Filip leta 1279 umrl v Kremsu, kjer je v dominikanski cerkvi njegov nagrobnik.  Bil je prvi nadškof Salzburga, ki je bil zaznamovan s smrtno boleznijo, z isto boleznijo kot njegov oče in dedek: ki pa ni povsem jasno označena z izrazom "Rufus". To označbo si lahko razlagano kot Erizipel (= šen), pa tudi kot gobavost..
 Njegova posest – grofija Lebenau je spet prišla pod Salzburg, kar pa ni imelo učinka na usodo druge Spanheimske posesti na Koroškem in drugod. 